# Henry Smeathman
Henry Smeathman ( * 1742 – 1786 ) fue un oficial naval, botánico, explorador, y entomólogo inglés . Realizó expediciones botánicas al África, y también vivió en Sierra Leona, donde recolectó innumerables especímenes de la fauna y de la flora local.

## Algunas publicaciones

### Libros
- 1781. Some account of the termites, which are found ein hot Climates. Phil. Trans. Roy. Soc. 71: 139-192, 4 planchas

## Honores
Fue miembro de la Royal Society
- La abreviatura «Smeathman» se emplea para indicar a Henry Smeathman como autoridad en la descripción y clasificación científica de los vegetales.[3]